# Види дебютів
Види дебютів — класифікації шахових дебютів за спільними та різними ознаками. Нині теорія шахів проникла в усі сфери шахів, не є винятком і дебют. Дебют — це початкова стадія гри у шахи, основною метою якої є розвиток сил для подальшої основної боротьби, наприклад, у мітельшпілі.

## Класифікації дебютів...

### ...За першим ходом

#### Закриті - усі ходи крім 1. е4
Зараз дебюти можуть розділятися як на 3 види по першому ходу, так і на 5 видів. У старій класифікації 3 види:
- Відкриті дебюти - дебюти, що починаються обов'язково з першого ходу білих 1. е4 та відповіддю чорних на нього 1... е5.
- Напіввідкриті дебюти - дебюти, що починаються обов'язково з першого ходу білих 1. е4 та відповіддю чорних на нього будь-яким ходом крім 1... е5.
- Закриті дебюти - дебюти, що починаються обов'язково з будь-якого першого ходу білих крім 1. е4.

#### Закриті - 1. d2-d4 d7-d5
У старій класифікації до закритих належать усі дебюти, перші ходи яких не 1.е4. В новій класифікації закриті дебюти розділені на три частини, тим часом як в старій Флангові, Напівзакриті, Закриті з'єднані в одне.
- Відкриті дебюти - дебюти, що починаються обов'язково з першого ходу білих 1. е4 та відповіддю чорних на нього 1... е5.
- Напіввідкриті дебюти - дебюти, що починаються обов'язково з першого ходу білих 1. е4 та відповіддю чорних на нього будь-яким ходом крім 1... е5.
- Закриті дебюти - дебюти, що починаються обов'язково з першого ходу білих 1. d4 та відповіддю чорних на нього 1... d5.
- Напівзакриті дебюти - дебюти, що починаються обов'язково з першого ходу білих 1. d4 та відповіддю чорних на нього будь-яким ходом крім 1... d5.
- Флангові дебюти - дебюти, що починаються обов'язково з першого ходу білих будь-якого крім 1. е4 та 1. d4.

### За корректністю
Зараз теорія рекомендує вживання правильних дебютів, бо перші ходи зазвичай є лише марною тратою часу.
- Правильні дебюти - всі дебюти, що починається з першого ходу білих: (1. e4; 1. d4; 1. Кf3; 1. c4; 1. g3; 1. f4; 1. b3).
- Неправильні дебюти - всі дебюти, що починаються з пергого ходу білих: (1. Ка3; 1. а3; 1. а4; 1. b4; 1. Кс3 1. с3; 1. d3; 1. е3; 1. f3; 1. g4; 1. Кh3; 1. h3; 1. h4;).